# Michael Woods (DJ)
Pour les articles homonymes, voir Michael Woods et Woods.
Michael Woods, anciennement connu sous le nom Warrior, est un disc-jockey britannique, né et résidant en Angleterre.

## Biographie
Michael Woods commence sa carrière en 1999 sous le pseudo Warrior, qu'il utilisera jusqu'en 2005. Son single éponyme, sorti en 2000, atteindra la 1re place des charts anglais : UK Club Chart, et la 19e place du top 40. Voodoo est son deuxième single classé, mais réalise une moins bonne performance que le précédent.
Il produira Changed the Way you Kissed Me, single du rappeur américain Example et du DJ Calvin Harris, qui entrera directement à la 1re place du classement.
Le britannique est propriétaire du label Diffused Music, créé en 2010.
Plus d'une centaine de singles et remixes ont été réalisés durant sa carrière.

## Discographie

### Singles
- 2000 : Warrior (en tant que Warrior)
- 2000 : Voodoo (en tant que Warrior)
- 2001 : Into the Dawn (en tant qu'Accadia)
- 2002 : Blind Visions (en tant qu'Accadia)
- 2002 : Heaven Sent (en tant que M1)
- 2002 : Released (en tant que Praetorian)
- 2003 : If You Want Me
- 2003 : X (en tant que Warrior)
- 2003 : Solex (Close to the Edge)
- 2005 : So Special
- 2006 : Hit the Bricks (en tant que Mike Hunt)
- 2007 : Hands Up (en tant qu'Out of Office)
- 2008 : Break of Dawn 2008 (en tant qu'Out of Office)
- 2008 : Dancing in the Dark' (en tant que Schwarzkopf)
- 2008 : Natural High
- 2009 : Drop Zone / Made in South America
- 2009 : No More Waiting
- 2009 : Yemba / Wobble" (avec Ant Brooks)
- 2009 : Envolver / Black Strip
- 2010 : Domino's (avec Chris Lake)
- 2010 : Dropzone (2010 Remix)
- 2010 : Dynamik
- 2010 : Alchemy (avec Funkagenda)
- 2010 : Nitro
- 2010 : Midnight Run
- 2010 : No Access
- 2011 : Banger" (avec Mark Knight)
- 2011 : First Aid
- 2011 : Front Line
- 2011 : What's What
- 2011 : Burned You Away
- 2011 : VMS
- 2011 : Fruitcake
- 2011 : Bullet
- 2011 : Last Day on Earth
- 2011 : Full Access
- 2011 : Let The Games Begin
- 2012 : Airborne
- 2012 : Warrior
- 2012 : IndepenDANCE
- 2012 : Goodbye" (avec Sheldon featuring Polina)
- 2012 : Nightfall (avec AN21 & Max Vangeli)
- 2012 : We've Only Just Begun (featuring Ester Dean)
- 2013 : Black Thong (avec Chris Lake)
- 2013 : Platinum Chains
- 2013 : Clanga
- 2013 : The Pit
- 2013 : Ctrl / Alt / Delete
- 2014 : Flash Hands
- 2014 : In Your Arms (feat. Lauren Dyson)
- 2015 : Tequila Nites
- 2015 : Chin Up
- 2015 : Slice of Life
- 2015 : Get Around
- 2015 : Easy Tiger

### Remixes
- 2000 : 666 – D.E.V.I.L.
- 2000 : Tillmann Uhrmacher – Bassfly
- 2000 : Salt Tank – Eugina
- 2000 : Energy 52 – Cafe Del Mar
- 2000 : Solar Stone – Seven Cities
- 2001 : Humate – Love Stimulation
- 2001 : Mr. Phillips – 7th Day
- 2001 : Dario G – Dream To Me
- 2001 : Xstasia – Sweetness
- 2001 : Delerium – Silence
- 2001 : Saints & Sinners – Peace
- 2001 : Freefall feat. Jan Johnston – Skydive
- 2002 : Art of Trance – Madagascar
- 2002 : Rockik – Memories
- 2002 : Ian Van Dahl – Try
- 2003 : Lost Tribe – Gamemaster
- 2003 : Sonique – Can't Make Up My Mind
- 2003 : State One – Forever and a Day
- 2003 : iiO – At The End
- 2003 : Dejure – Sanctuary
- 2004 : Candee Jay – If I Were You
- 2004 : Deepest Blue – Give It Away
- 2005 : Matt Darey – Liberation 2005
- 2005 : Judge Jules – So Special
- 2008 : Energy 52 – Cafe Del Mar
- 2008 : Chicane vs. Natasha Bedingfield – Bruised Water
- 2009 : Lolene – Sexy People
- 2009 : Chicane – Hiding All The Stars
- 2009 : The Temper Trap – Science of Fear
- 2009 : Deadmau5 – Strobe
- 2009 : Remote Control – Kidz'
- 2010 : Way Out West – 'The Gift
- 2010 : John O'Callaghan – Find Yourself
- 2010 : Deadmau5 & Chris Lake – I Said
- 2010 : Meck feat. Dino – "Feels Like A Prayer
- 2010 : Diagram of the Heart – Dead Famous
- 2010 : Estelle – "Freak"
- 2010 : Hannah – I Believe in You
- 2010 : Kylie Minogue – All The Lovers
- 2010 : Patrick Hagenaar – We Feel The Same
- 2010 : The Ting Tings – Hands
- 2010 : Kaskade – Dynasty
- 2010 : Twin Atlantic – Lightspeed
- 2010 : Robyn – Dancing on My Own
- 2010 : Katie Melua – The Flood
- 2010 : Moguai – Oyster
- 2010 : Underworld – Always Loved A Film
- 2010 : Armin van Buuren feat. Adam Young – Youtopia
- 2010 : La Roux – In for the Kill
- 2010 : Martin Solveig feat. Dragonette – Hello
- 2010 : Alexis Jordan – Happiness
- 2010 : TJR feat. Xavier – Just Gets Better 2010
- 2010 : Ginuwine feat. Timbaland & Missy Elliott – Get Involved
- 2011 : Lady Gaga – Born This Way
- 2011 : Clashback – Outset
- 2011 : Calvin Harris – Bounce
- 2011 : Monarchy – Maybe I'm Crazy
- 2011 : Diddy Dirty Money – Ass on the Floor
- 2011 : Lady Gaga – Black Jesus + Amen Fashion
- 2011 : NO_ID – How R U Feeling Right Now
- 2011 : Benny Benassi feat. Gary Go – Close To Me
- 2012 : Nelly Furtado – Big Hoops (Bigger the Better)
- 2012 : Ferry Corsten feat. Aruna – Live Forever
- 2012 : Tiesto & Mark Knight feat. Dino – Beautiful World
- 2012 : Ostbahnof & Ugo Platana – Evensong
- 2012 : Paul Thomas & Alex Di Stefano – Shining
- 2012 : Stuart Brown & Flippers – Wild Card
- 2012 : Marina and the Diamonds – Power & Control
- 2012 : Cherry Cherry Boom Boom – Come Back From San Francisco
- 2012 : Calvin Harris feat. Example – We'll Be Coming Back
- 2012 : Siege & Sem Thomasson – Balance
- 2012 : Jed Harper, Dzeko & Torres – Diamond Rings
- 2012 : Reflections – Prelude
- 2012 : Jennifer Lopez – Goin' In
- 2015 : Rihanna - Bitch Better Have My Money[5]